# Blekkårel
Blekkårel (Erysimum crepidifolium) är en korsblommig växtart som beskrevs av Heinrich Gottlieb Ludwig Reichenbach. Enligt Catalogue of Life ingår Blekkårel i släktet kårlar och familjen korsblommiga växter, men enligt Dyntaxa är tillhörigheten istället släktet kårlar och familjen korsblommiga växter. Arten har ej påträffats i Sverige. Inga underarter finns listade i Catalogue of Life.

## Bildgalleri

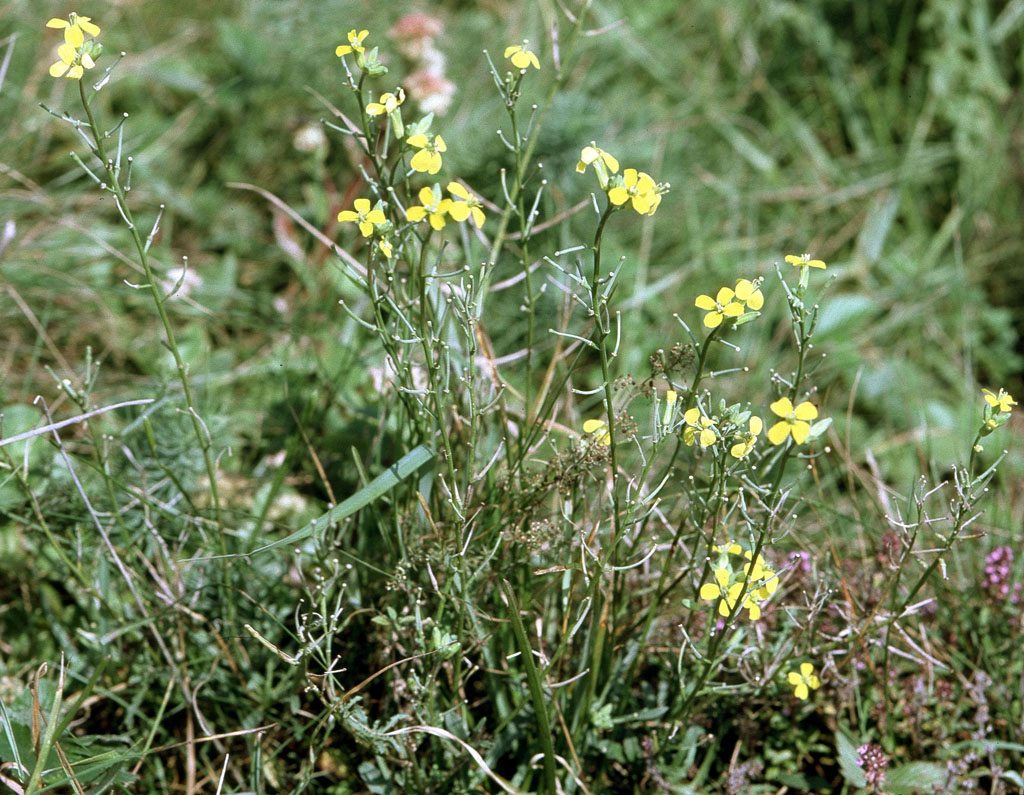
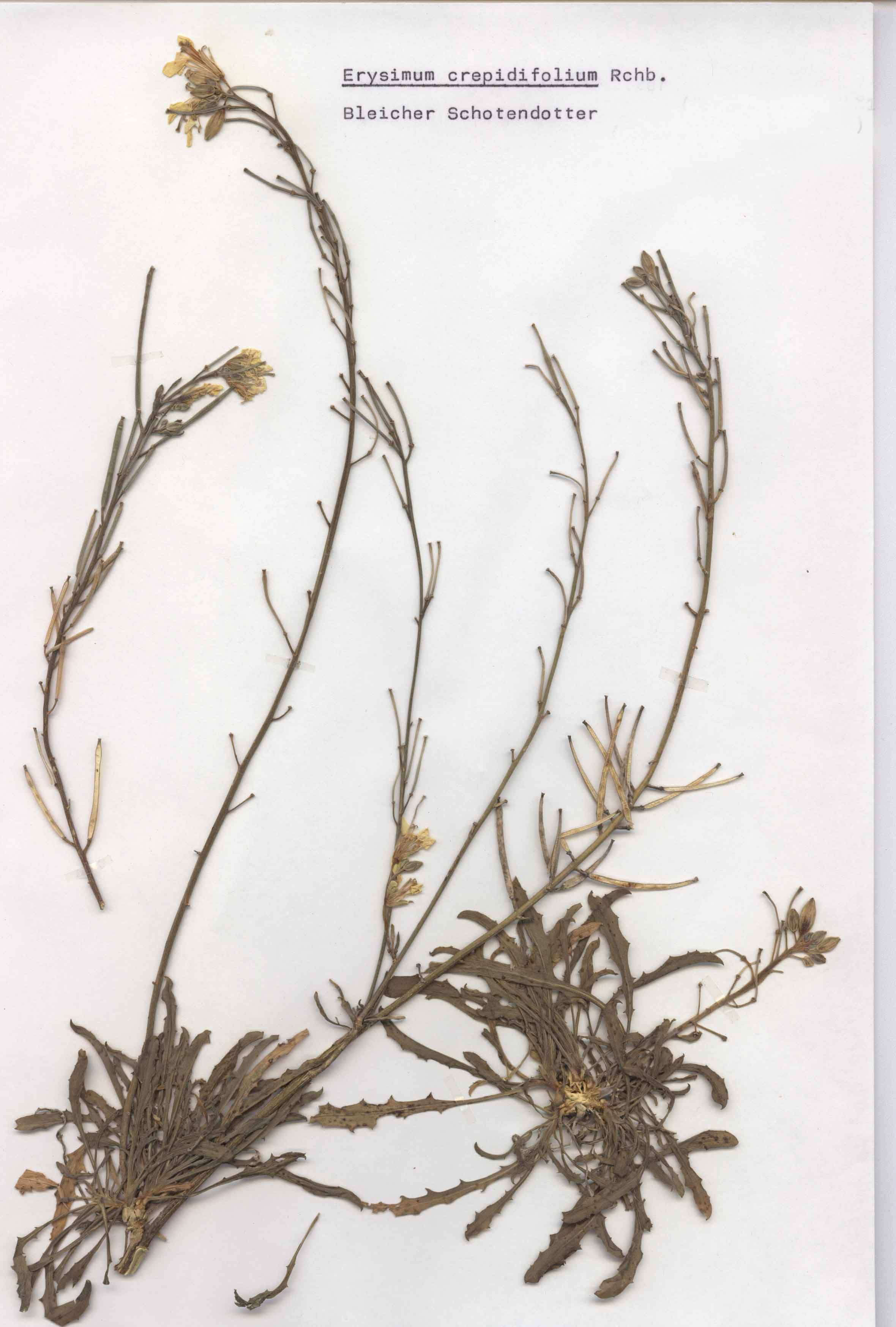